# Subjonctif imparfait en français
 (janvier 2015).
Si vous disposez d'ouvrages ou d'articles de référence ou si vous connaissez des sites web de qualité traitant du thème abordé ici, merci de compléter l'article en donnant les références utiles à sa vérifiabilité et en les liant à la section « Notes et références ».

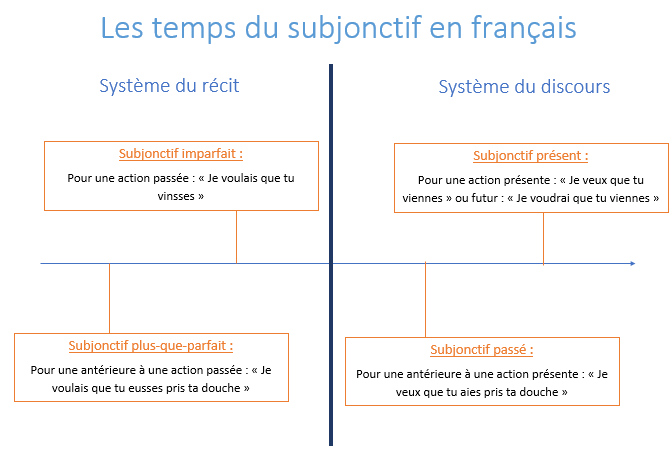
Système historique du récit et du discours au subjonctif.

Le subjonctif imparfait ou imparfait du subjonctif est un temps du subjonctif dans la conjugaison des verbes français. Il s'emploie lorsque le mode requis est le subjonctif dans un système au passé. 
Son usage, très étendu en ancien français, s'est progressivement restreint dans le langage parlé jusqu'à nos jours où il est devenu tout à fait désuet dans la langue courante ou informelle, tandis que son usage dans la langue formelle et même littéraire a également cessé d'être systématique. De manière générale, le français parlé contemporain lui préfère le subjonctif présent. 
Le déclin de l'emploi de l'imparfait du subjonctif a commencé vers le milieu du XIXe siècle et s'est fortement accentué dans la deuxième moitié du XXe siècle.

## Origine et évolution
L'imparfait du subjonctif français est une évolution du plus-que-parfait du subjonctif latin, dont il reprend l'usage systématique du radical perfectum des verbes et dont il tient ses si caractéristiques terminaisons en -ss-. L'imparfait du subjonctif français correspond ainsi en grande partie aux imparfaits du conjonctif italien et portugais (respectivement congiuntivo imperfetto et conjuntivo pretérito imperfeito) et au second imparfait du subjonctif espagnol (subjuntivo pretérito imperfecto II).
|      | Latin       | Ancien français                                                                               | Français moderne |
| ---- | ----------- | --------------------------------------------------------------------------------------------- | ---------------- |
| 1psg | amāvissem   | amasse, amaisse                                                                               | aimasse          |
| 2psg | amāvissēs   | amasses                                                                                       | aimasses         |
| 3psg | amāvisset   | amast                                                                                         | aimât            |
| 1ppl | amāvissēmus | amissons, amissiens                                                                           | aimassions       |
| 2ppl | amāvissētis | amisseiz, amissoiz, amissez, amisez, amissés, amissiez, amissiés, amisciez, amisciés, amesoiz | aimassiez        |
| 3ppl | amāvissent  | amassent, amissant                                                                            | aimassent        |

### Evolution et usage dans d'autres langues d'oïl
En wallon, seul le dialecte oriental a conservé l'usage courant du subjonctif imparfait.
A l'inverse du français, le liégeois n'a conservé que les désinences du premier groupe pour l'ensemble des verbes, ne retenant par ailleurs qu'une prononciation pour le singulier et une autre pour le pluriel, lequel récupère la désinence -î de l'imparfait.
|          | Wallon tchanter (chanter) | Wallon tchanter (chanter) | Wallon voleur (vouloir) | Wallon voleur (vouloir) |
| Liégeois | Rifondou (unifié)         | Liégeois                  | Rifondou (unifié)       |                         |
| -------- | ------------------------- | ------------------------- | ----------------------- | ----------------------- |
| 1psg     | tchantahe / tchantasse    | tchantaxhe                | volahe / volasse        | volaxhe                 |
| 2psg     | tchantahes /tchantasses   | tchantaxhes               | volahes / volasses      | volaxhes                |
| 3psg     | tchantahe / tchantasse    | tchantaxhe                | volahe / volasse        | volaxhe                 |
| 1ppl     | tchantahîs / tchantahîse  | tchanténxhe               | volahîs / volahîse      | volénxhe                |
| 2ppl     | tchantahîz / tchantahîse  | tchantîxhe                | volahîz / volahîse      | volîxhe                 |
| 3ppl     | tchantahît / tchantahîse  | tchanténxhe               | volahît / volahîse      | volénxhe                |

## Utilisation
Traditionnellement, le subjonctif imparfait est employé à la place du subjonctif présent dans les propositions subordonnées requérant le subjonctif et introduites par une principale au passé simple, à l'imparfait, au plus-que-parfait, au passé antérieur, au passé composé (s'il n'a pas une valeur purement aspectuelle), ou au conditionnel présent à valeur d'irréel du présent. Cependant, son usage a considérablement reculé depuis le début du XIXe siècle, sous l'effet de la complexité de ses formes et de leur ressemblance, voire leur homophonie avec celles du passé simple. Au XXIe siècle, il a presque complètement disparu de l'usage courant dans la norme parisienne comme en Amérique du Nord, où son remplacement par le subjonctif présent est achevé. Cependant, il est encore employé dans certains textes littéraires, discours formels ou écrits journalistiques, quoique son usage soit généralement limité à la 3e personne du singulier, voire à la 3e personne du pluriel pour le verbe être. Il peut être employé à des fins humoristiques, à cause des Jeux de mots par homophonie qu’il permet.
Exemples :
- La phrase « Il est nécessaire qu'il parle. » devient à l'imparfait « Il était nécessaire qu'il parlât. »
- La phrase « Je veux que tu viennes. » devient à l'imparfait « Je voulais que tu vinsses. »
- La phrase « Ils voudront que la France redevienne un Empire. » devient à l'imparfait « Ils voulaient que la France redevînt un Empire. »
- La phrase « Il est insensé qu'il puisse autant » devient au passé « Il était insensé qu'il pût autant ». (jeu de mots avec le verbe puer)
- En se remémorant le passé à Combray, le narrateur d'À la recherche du temps perdu de Marcel Proust écrit : « avant que j'entrasse souhaiter le bonjour à ma tante, on me faisait attendre un instant dans la première pièce. »[6]

Exemples au subjonctif présent pour le langage courant :
- Il était nécessaire qu'il parle.
- Je voulais que tu viennes.
- Ils voulaient que la France redevienne un Empire.
- Il était insensé qu'il puisse autant.

### Cas spécial du conditionnel présent
L'arrêté ministériel du 31 juillet 1900 (modifié par l'arrêté ministériel du 26 février 1901) indique, à propos des copies d'élèves : 

« On tolérera le présent du subjonctif au lieu de l'imparfait dans les propositions subordonnées dépendant de propositions dont le verbe est au conditionnel. Exemple : il faudrait qu'il vienne ou qu'il vînt. »

En 1976, un nouvel arrêté permet aux mêmes d'utiliser le subjonctif présent en lieu et place du subjonctif imparfait.
Le conditionnel présent pouvait être suivi soit du subjonctif présent, soit du subjonctif imparfait. Il y avait cependant à l'usage une différence entre les deux, que l'on pouvait percevoir plus clairement en se référant aux deux valeurs qu'il pouvait prendre. En effet, le conditionnel présent en français recouvre les deux notions de potentiel et d'irréel du présent en grammaire latine. Dans le premier sens, on pouvait le faire suivre du subjonctif présent, alors que dans le second l'imparfait s'imposait.
Ainsi, la différence entre « Mieux vaudrait que le comité se prononçât en toute sérénité. » et « Mieux vaudrait que le comité se prononce en toute sérénité. » résidait dans le degré de probabilité de la subordonnée. Dans le premier exemple, il s'agissait d'un vœu pieux (le locuteur pense que le comité est incapable de se prononcer en toute sérénité), tandis que le deuxième était plus optimiste (le locuteur a bon espoir de voir l'événement se réaliser).
Exemples :  
- « Il faudrait que tu rangeasses ta chambre. » laisse la liberté à la personne à qui l'on s'adresse de ranger sa chambre ou non. Il s'agit plutôt d'un conseil.
- « Il faudrait que tu ranges ta chambre. » a une valeur plus impérative. Le locuteur pense très sérieusement que la personne à qui il s'adresse va ranger sa chambre, ou du moins il le lui intime plus vivement que dans la première tournure. Il s'agit plus nettement d'un ordre.

### Formation du conditionnel passé
Le conditionnel passé se construit usuellement avec être ou avoir conjugué au conditionnel présent et suivi d'un participe passé. Il existe une autre forme littéraire du conditionnel passé dans laquelle l'auxiliaire est conjugué au subjonctif imparfait.

« je n'eusse osé les soumettre à la foiblesse de mes raisonnements »

— René Descartes, Discours de la méthode
Cette seconde forme ne peut pas être employée lorsque le conditionnel passé a une valeur de futur antérieur du passé :
Je savais que tu aurais terminé lorsque je rentrerais.

## Déclin
Dès le XVIIIe siècle, le subjonctif imparfait tendait à disparaître dans la langue courante. On pourrait citer « Nicolas Beauzée qui, revenant chez lui après une séance de l'Académie, surprend sa femme en galante compagnie. — Quand je vous avertissais, madame, qu'il fallait que je m'en aille…, s'écrie l'étranger. — Eh ! Monsieur, dites au moins : Que je m'en allasse ! reprend l'académicien ». Au siècle suivant, il prêtait à rire. Dans son Théâtre en liberté, Victor Hugo fait dialoguer la tragédie et la comédie : « L'imparfait de la vie » revendique la première — « Et moi du subjonctif », réplique la seconde.
À la fin du XIXe siècle, Alphonse Allais écrivit une complainte amoureuse sur ce thème :
« Oui, dès l’instant que je vous vis,

Beauté féroce, vous me plûtes !

[...]

Pour que vous m’assassinassiez ! »
Paul Souday constate ce déclin dans un article critique consacré à Du côté de chez Swann, où Proust commet quelques erreurs de subjonctif imparfait : « le pauvre subjonctif imparfait est l'une des principales victimes de la crise du français ; nombre d'auteurs, même réputés, n'en connaissent plus le maniement. » .

## Opinions d'écrivains
- Albert Camus dans La Chute : « Quand je vivais en France, je ne pouvais rencontrer un homme d’esprit sans qu’aussitôt j’en fisse ma société. Ah ! je vois que vous bronchez sur cet imparfait du subjonctif. J’avoue ma faiblesse pour ce mode, et pour le beau langage, en général. Faiblesse que je me reproche, croyez-le. Je sais bien que le goût du linge fin ne suppose pas forcément qu’on ait les pieds sales. N’empêche. Le style, comme la popeline, dissimule trop souvent de l’eczéma. Je m’en console en me disant qu’après tout, ceux qui bafouillent, non plus, ne sont pas purs. »
- Jules Renard dans son Journal du 4 mai 1909 : « Les imparfaits du subjonctif. C'est affaire de mesure. Il n'est pas plus ridicule de se servir de l'imparfait du subjonctif que de dire : "Je fus... Je fis... Nous partîmes..." Mais il ne faut pas abuser ; le passé défini nous lasse vite. De beaux parleurs ne cessent pas de s'en servir. »

## Conjugaison

### Principe général de formation
Le subjonctif imparfait est aisé à construire. Son radical est celui du passé simple (considérer la deuxième ou troisième personne du singulier au passé simple privée de leurs -s- et -t- finaux). Cette particularité vient de ce que le passé simple de l'indicatif et l'imparfait du subjonctif français sont hérités de deux temps de la conjugaison du verbe en latin, respectivement le parfait de l'indicatif actif et le plus-que-parfait du subjonctif actif, lesquels se formaient tous deux sur un même radical du verbe latin, le radical dit perfectum, qui différait de celui utilisé pour le présent, l'imparfait et le futur (l'infectum, dont est hérité le radical unique qu'utilise la majorité des verbes français au présent et à l'imparfait) et de celui que le latin utilisait pour former ses participes passés (le supin, dont le français hérita la morphologie et les radicaux d'une majorité des participes passés de ses verbes). 
Il suffit ensuite d'ajouter à ce radical les terminaisons : 
- (je) -sse
- (tu) -sses
- (il) ^t
- (nous) -ssions
- (vous) -ssiez
- (ils) -ssent

Une conséquence de cette règle est qu'un verbe qui n'a pas de passé simple (par exemple, le verbe  éclore) n'a, ipso facto, pas d'imparfait du subjonctif.
Pour les verbes du deuxième groupe, seule la troisième personne du singulier diffère du subjonctif présent.
Pour les verbes du deuxième et troisième groupes, la troisième personne du singulier ne diffère de celle du passé simple que par la présence de l'accent circonflexe (elle est donc identique pour le verbe croître).
Le verbe haïr ne prend pas l'accent circonflexe en raison du tréma.
Il est par ailleurs à remarquer que, dans les cas où le sujet et le verbe sont inversés, la désinence du verbe est accentuée à l'aigu. La valeur du subjonctif imparfait est alors, en général, concessive ou hypothétique et peut être remplacé par « s'il » ou bien « même si ». 
Par exemple : « J'étais prêt à tout pour la sauver de la mort, dussé-je négocier ma vie. »

### Exemples
- Voyelle thématique : a (aimer)
  - que j'aimasse
  - que tu aimasses
  - qu'il aimât
  - que nous aimassions
  - que vous aimassiez
  - qu'ils aimassent

- Voyelle thématique : i (finir, 2e groupe)
  - que je finisse
  - que tu finisses
  - qu'il finît
  - que nous finissions
  - que vous finissiez
  - qu'ils finissent

- Voyelle thématique : i (prendre, 3e groupe)
  - que je prisse
  - que tu prisses
  - qu'il prît
  - que nous prissions
  - que vous prissiez
  - qu'ils prissent

- Voyelle thématique : u (savoir)
  - que je susse
  - que  tu susses
  - qu'il sût
  - que nous sussions
  - que vous sussiez
  - qu'ils sussent

- Voyelle thématique : in (venir)
  - que je vinsse
  - que tu vinsses
  - qu'il vînt
  - que nous vinssions
  - que vous vinssiez
  - qu'ils vinssent